# Evangelische Kirche Philippsbourg

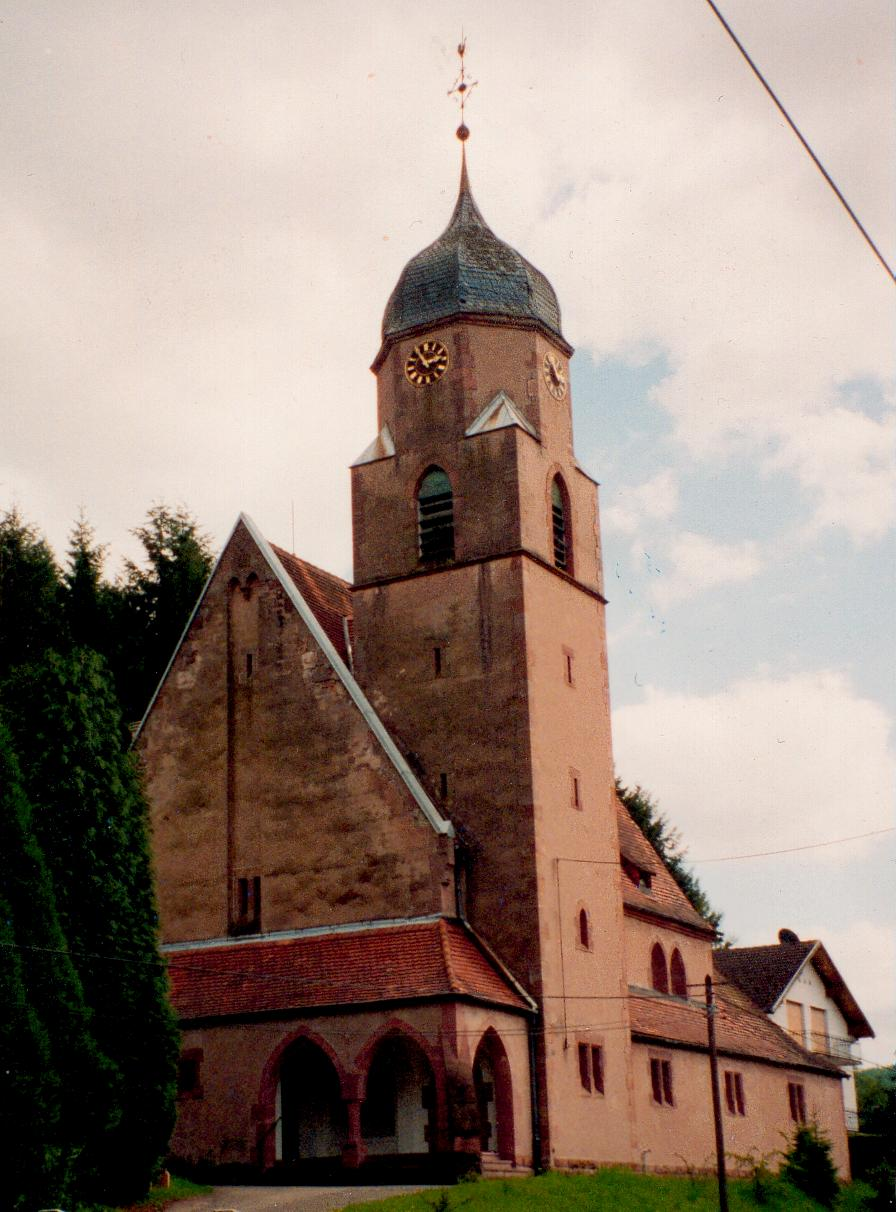
Evangelische Kirche Philippsbourg

Die Evangelische Kirche befindet sich in Philippsbourg (deutsch Philippsburg), einer Stadt im Département Moselle in Lothringen im Arrondissement Sarreguemines. Sie gehört der Protestantischen Kirche Augsburgischen Bekenntnisses von Elsass und Lothringen an. 

## Geschichte
Mit dem Übergang der Herrschaft Bitsch an die Grafschaft Hanau-Lichtenberg im Jahre 1570 erfolgte zunächst die Errichtung des Jagdschlosses Philippsburg durch Graf Philipp IV., der zugleich die Reformation in dem neugegründeten Ort einführte. Philippsburg, das zunächst der evangelischen Pfarrei von Offweiler zugewiesen wurde, gehörte ab 1737 zur Gemeinde St. Katharinen in Bärenthal.

## Architektur
Die Philippsburger Kirche wurde ab 1911 erbaut und am 19. Oktober 1913 eingeweiht. Planverfasser war der Potsdamer Regierungsbaurat Arthur Kickton, der durch seine Lehrtätigkeit als Privatdozent für Denkmalpflege und Heimatschutzarchitektur an der Technischen Hochschule Charlottenburg einer landschaftsbezogenen Bauweise verpflichtet war. Nach seinem Entwurf entstand in exponierter Hanglage unterhalb eines Waldstücks ein betont asymmetrischer Baukörper mit weit herabgezogenem Dach und seitlich eingestelltem, von einem Haubenhelm bekröntem Turmbau, dem eine offene Portalvorhalle vorgelagert ist.
Das Kirchenschiff ist von einer in den Dachstuhl reichenden hölzernen Tonnendecke geschlossen, der polygonale, durch einen Chorbogen abgetrennte Altarraum ist flachgedeckt. Die hölzerne Empore der Eingangsseite setzt sich in den südseitigen Anbau fort. Die 1912 auf der Empore aufgestellte Orgel der Orgelbaufirma Dalstein-Haerpfer in Boulay-Moselle wurde 1961 durch Curt Schwenkedel aus Straßburg restauriert.